# Benteler International
Benteler International est un équipementier automobile allemand fondé en 1876. Le siège de Benteler est situé à Salzbourg (Autriche) depuis le 1er juillet 2010.

## Histoire
En 1876, Carl Benteler ouvrit une quincaillerie à Bielefeld, que son fils Eduard Benteler reprit en 1908. En 1916, Eduard Benteler acheta ensuite une usine d'ingénierie à Bielefeld dans laquelle furent fabriqués pour la première fois  en 1918 des tubes étirés. En 1922, Eduard Benteler fonda la Benteler-Werke Aktiengesellschaft, qui a commencé en 1923 la production de tubes sans soudure et soudés à Paderborn et Schloß Neuhaus . En 1935, l'entreprise remporte sa première commande importante de l'industrie automobile : Benteler produit des pots d'échappement pour la Ford Eifel. Pendant la Seconde Guerre mondiale, les canons anti-aériens étaient fabriqués dans l'usine Benteler de Bielefeld (dont les canons anti-aériens 2-cm-Flak 38 et 2-cm-Flak-Vierling 38), jusqu'à ce que l'usine soit détruite en 1944 lors d'un raid aérien.
Après la Seconde Guerre mondiale, les fils d'Eduard Benteler, Erich et Helmut, reconstruisirent l'entreprise et élargirent considérablement la gamme de produits. Benteler approvisionnait désormais les industries du vélo et de l'automobile, elle produisait des tubes sans soudure et laminés à chaud ainsi que des machines pour la pêche, le textile et la transformation du plastique et du verre. Dans les bâtiments de l'ancien aérodrome militaire Paderborn-Mönkeloh, Benteler a travaillé avec le pilote de course et constructeur automobile Hermann Holbein :  Entre 1950 et 1952, environ 2 000 voitures « Champion » ont été produites. Après cela, pendant une courte période, les réfrigérateurs Delta ont été fabriqués à Mönkeloh.
Le logo Benteler - un triangle composé de trois triangles plus petits et dressé sur sa pointe - est utilisé depuis 1949. Les trois petits triangles représentaient les enfants d'Eduard Benteler - Ilse, Erich et Helmut - qui devinrent propriétaires de l'entreprise, à parts égales. parties, après la mort de leur père. Le plus grand triangle qui l’entoure est censé symboliser la continuation de l’entreprise dans son ensemble.

En 1955, le premier acier fut coulé dans la nouvelle aciérie de Paderborn-Schloß Neuhaus et en 1958, la première installation de coulée continue au monde fut mise en service. En 1974, l'aciérie électrique de Lingen (Ems) a commencé sa production et produit encore aujourd'hui de l'acier pour les propres laminoirs à chaud de l'entreprise à Dinslaken et Paderborn ainsi que pour des clients externes.
En 2007, Benteler a racheté l'entreprise suisse Rothrist Rohr AG, qui fabrique des tubes soudés de précision, principalement destinés à l'industrie automobile. Les usines de tubes d'acier de Rothrist et de Bottrop deviennent ainsi la propriété du groupe. En 2011, un incendie majeur s'est produit dans le laminoir à chaud de Benteler Steel Tube GmbH à Dinslaken et la production a dû être arrêtée pendant plusieurs mois. En 2015, Benteler Steel/Tube a ouvert un laminoir à chaud à Shreveport, en Louisiane,.
En 1977, des essieux pour voitures ont été produits pour la première fois sur le site Benteler de Paderborn-Talle, fondé en 1956. Aujourd'hui, cette usine est la plus importante usine de composants de la division automobile. En 1985, une ligne de transfert  a été installée pour la première commande importante de fabrication d'axes d'essieu arrière.
En 1979, l'entreprise commence à se développer à l'échelle mondiale avec l'ouverture de sa première usine aux États-Unis. À partir de 1991, Benteler s'est également spécialisé dans la production juste à temps  et la livraison de composants pré-finis pour les constructeurs automobiles. Le secteur d'activité de la technologie automobile était désormais plus vaste que celui des tubes d'acier. Désormais, de nouvelles usines Benteler furent ouvertes presque chaque année. Afin de livrer efficacement les constructeurs automobiles locaux, des sites de production ont été ouverts ou repris en Amérique du Nord (de 1979, 9 usines à 2018), en Amérique du Sud (à partir de 1996, 6 usines), en Europe du Sud (à partir de 1990, 15 usines), Europe de l'Est (à partir de 1995, 10 usines), Europe du Nord (à partir de 2009, 3 usines) et Asie (à partir de 2000, 15 usines). En 2018, l'usine de Chongquing a été ouverte en tant qu'unité de production supplémentaire en Chine, dans le cadre d'une coentreprise avec la société chinoise Changan Automobile Group. Benteler a également ouvert une nouvelle usine à Klášterec nad Ohří en République tchèque en 2018. En 2019, une nouvelle usine a été ouverte à Mos, en Espagne.
En 2008, en coopération avec le groupe SGL basé à Wiesbaden , Benteler a créé la société Benteler SGL, une coentreprise spécialisée dans les matériaux légers en carbone, pour compléter l'accent mis sur l'acier par des compétences en ingénierie légère. Début 2009, cette coentreprise a repris Fischer Composite Technology GmbH à Ried im Innkreis, en Autriche. En novembre 2017, Benteler et le groupe SGL sont convenus de la vente de la participation de 50 % de Benteler dans la coentreprise du groupe SGL ; cette vente a ensuite eu lieu la même année. Également en 2009, Benteler a acquis la division Automotive Structures de la société norvégienne Norsk Hydro, un producteur international d'aluminium basé à Oslo. En 2012, la société a acheté les activités de moulage sous pression d'aluminium de Farsund Aluminium Casting (FAC) en Norvège.

### Distribution
En 1957, Benteler a ouvert à Berlin son premier entrepôt de tubes et d'acier, qui fait aujourd'hui partie de la division Distribution. Au fil des années, Benteler a fondé ou repris plus de 50 filiales de distribution et entrepôts en Europe, en Asie et en Australie. Benteler Distribution compte aujourd'hui 24 sociétés nationales en Europe et en Asie, ainsi que d'autres sociétés de distribution associées en Allemagne, en Suisse, en Europe du Nord et de l'Est.
En avril 2014, les travaux de construction du nouvel entrepôt central du port de Duisburg ont officiellement commencé. Achevé en 2015, ce site, qui abrite la plus grande installation de grande hauteur d'Europe, dispose de plus de 35 000 mètres carrés d'espace de stockage pour 27 000 tonnes de tubes.
Le 27 août 2019, le Groupe BENTELER a annoncé la vente de la Division Distribution BENTELER (commerce de tubes en acier) au Van Leeuwen Pipe and Tube Group . Le contexte de cette cession est une concentration accrue sur le secteur automobile. La vente a été finalisée le 29 novembre 2019. La division Distribution fait désormais partie du Van Leeuwen Pipe and Tube Group.

### Restructuration
En 1999, Benteler a été réorganisée en une société holding avec initialement quatre secteurs d'activité indépendants : automobile, acier/tubes, ingénierie (intégrée en 2005 dans l'automobile) et distribution.
En 2010, la nouvelle Benteler International AG, dont le siège est à Salzbourg, a repris la fonction de gestion stratégique du groupe. L'activité opérationnelle, avec les divisions Automotive et Steel/Tube, est depuis lors organisée au sein de Benteler Business Service GmbH (jusqu'en 2016 Benteler Deutschland GmbH), dont le siège est à Paderborn.
En avril 2017, le président de longue date du directoire a rejoint le conseil de surveillance. Ralf Göttel, jusqu'alors responsable de la division automobile, a pris la direction du groupe. Pour la première fois en 140 ans d'histoire de l'entreprise, les rênes ne sont pas entre les mains d'un membre de la famille.
En 1976, cent ans après la création de l'entreprise, Benteler employait 9 000 personneset, pour la première fois, son chiffre d'affaires dépassait le milliard de DM. En 1995, le chiffre d'affaires de l'entreprise a franchi la barre des 3 milliards d'euros. En 2001, le Groupe employait 17 000 personnes dans le monde.
Selon une enquête de la revue spécialisée "Die deutsche Wirtschaft", Benteler se classe en 2017 au 27e rang dans la liste des plus grandes entreprises familiales d'Allemagne.

## Activités commerciales

### Zone commerciale

#### Automobile
Avec environ 22 000 employés (en équivalents temps plein), plus de 70 usines dans 26 pays et un chiffre d'affaires (2022) d'environ 7,14 milliards d'euros, Benteler Automotive est la plus grande division. Ce secteur d'activité développe et fabrique des composants et des modules dans les domaines du châssis, de la carrosserie, des moteurs et des systèmes d'échappement ainsi que des solutions pour les véhicules électriques. Les domaines suivants font partie de Benteler Automotive.
- Châssis et modules : composants de châssis optimisés pour la légèreté, développement et assemblage de modules très complexes (par exemple modules d'essieux et modules avant)
- Moteurs et systèmes d'échappement : systèmes et composants du groupe motopropulseur (systèmes de moteur et d'échappement) pour réduire les émissions et le CO2
- Électromobilité : systèmes légers optimisés pour une utilisation dans les véhicules électriques[30]  (bacs de batterie évolutifs, essieux avant et arrière électrifiés, systèmes de stockage de batteries avec thermogestion)
- Génie mécanique : fabrication de machines pour le verre ; machines, systèmes et outils pour l'industrie automobile
- Protection légère : produits au poids optimisé pour la protection des véhicules

#### Tube en acier
La division Benteler Steel/Tube emploie environ 3 000 personnes (équivalents temps plein) en Europe et aux États-Unis. La Division possède sept sites de production ainsi que sept bureaux commerciaux et a généré environ 1,88 milliard d'euros en 2022.
Benteler Steel/Tube développe et produit des tubes en acier et des tubes en acier sans soudure et soudés standards et personnalisés pour une large gamme d'applications, par exemple dans l'industrie chimique et pétrochimique, dans la construction de véhicules et de machines et dans le secteur de l'énergie. Le traitement de première étape est également proposé, par exemple le revêtement de surface, le cintrage de tubes en U et de tubes en serpentin, la coupe aux longueurs souhaitées et le traitement des extrémités des tubes.
Les domaines suivants font partie de Benteler Steel/Tube :
- Énergie : tubes pour l'exploration pétrolière et gazière (tiges de forage, tubages , supports creux pour pistolets perforateurs), pour pipelines[32]  et pour le transfert de chaleur dans les installations de production d'énergie et dans l'industrie chimique (tubes de chaudière, tubes d'échangeur de chaleur, tubes rayés multifils – pour utilisation dans les systèmes de chaudières à haute pression et les centrales électriques à combustibles fossiles, tubes serpentins traités individuellement)[33].
- Automobile : Solutions de tubes en acier sur mesure pour la construction automobile (y compris arbres de transmission, conduites et tubes d'injection, arbres à cames, pièces structurelles pour véhicules, tendeurs de ceinture de sécurité, coques pour générateurs d'airbags et systèmes de levage de capot, tubes de précision pour direction et  ressorts à gaz)[34].
- Industrie : Avec ses sections sur la construction (tubes en acier pour la construction mécanique et d'installations, pour l'industrie de la construction et de l'usinage, pour les éoliennes)[35] l'hydraulique (tubes de cylindre protégés contre la corrosion, tubes de piston, tubes de conduites pour machines agricoles et de construction et véhicules utilitaires)[36]

#### Équipement de traitement du verre
Le secteur d'activité Glass Processing Equipment, associé à la division Automotive, a généré un chiffre d'affaires d'environ 55 millions d'euros en 2019. Cette entreprise développe et construit des machines et des installations de traitement du verre pour le verre plat utilisé dans les secteurs de la construction, de l'automobile, de l'énergie solaire et industries du verre d'affichage. Pour les domaines du verre architectural, du verre automobile et du verre technique, l'entreprise fournit des rectifieuses, des perceuses, des machines à laver et des machines de sérigraphie, ainsi que des lignes de traitement complexes (combinaison de machines), des centres de traitement CNC, des systèmes pour fabriquer du verre feuilleté, systèmes d'assemblage de modules solaires, lignes de revêtement de miroirs, lignes de production de verre automobile (pare-brise, vitres latérales et arrière) et systèmes de manutention pour le chargement automatique d'installations et de lignes de production (robots, gerbeurs à portique, systèmes spécialisés pour verre automobile).